# Lyriothemis biappendiculata
Lyriothemis biappendiculata is een libellensoort uit de familie van de korenbouten (Libellulidae), onderorde echte libellen (Anisoptera).
De wetenschappelijke naam Lyriothemis biappendiculata is voor het eerst geldig gepubliceerd in 1878 door Selys.